# Radomir Antić
Radomir Antić (in serbo Радомир Антић?; Žitište, 22 novembre 1948 – Madrid, 6 aprile 2020) è stato un allenatore di calcio e calciatore serbo.
È l'unico ad aver allenato Barcellona, Real Madrid e Atlético Madrid.
È morto nel 2020 all'età di 71 anni a seguito di una grave malattia.

## Carriera

### Giocatore
Antić iniziò la sua carriera nel 1967 con lo Sloboda Užice e poi si trasferì al Partizan, la squadra dove trascorse la maggior parte della sua carriera, dal 1970 al 1977.
Nell'estate del 1977 firma per il Fenerbahçe. A Istanbul trascorre due stagioni prima di trasferirsi in Spagna nelle file del Real Saragozza.
Nel 1980 Antić si trasferisce al Luton Town, in Inghilterra, dove resta fino al 1984, anno in cui si ritira dal calcio giocato. I tifosi del Luton Town lo ricordano poiché nel 1983 Antić segnò il gol che salvò la squadra dalla retrocessione dalla First Division proprio a quattro minuti dal termine dell'ultima partita di campionato contro il Manchester City, avversario diretto per la salvezza.

### Allenatore
Antić iniziò la carriera di allenatore al Partizan nel 1985 prima come vice di Nenad Bjeković e successivamente di Fahrudin Jusufi.
L'esperienza come allenatore capo iniziò in Spagna con il Real Saragozza nel 1988. A fine stagione la squadra guidata da Antić giunse quinta nella Liga e si qualificò per la Coppa UEFA.
Il 22 marzo 1991 viene chiamato dal Real Madrid per le ultime 12 partite di campionato. Qui trova un giovane Rafa Benitez alle prime armi come assistente. In quella stagione il Real arrivò terzo in classifica qualificandosi per la Coppa UEFA. Nella stagione successiva, nonostante il buon andamento in campionato delle merengues (7 punti di vantaggio sui rivali del Barcellona), Antić fu sostituito il 27 gennaio 1992 con Leo Beenhakker.
Il 5 febbraio 1993 fu assunto come allenatore del Real Oviedo dopo tredici giornate della stagione 1992/93 a seguito del licenziamento di Javier Irureta. A fine stagione riuscì ad evitare la retrocessione del club.
Il 20 giugno 1995 passò ad allenare l'Atlético Madrid, squadra con cui ottenne le maggiori soddisfazioni. Subito al primo anno porta una squadra con molti talenti (Caminero, Kiko, Simeone, Penev e Pantić) al double Campionato/Coppa del Re. La vittoria del double fece ottenere ad Antić la fiducia di Jesús Gil, presidente del club ritenuto mangia-allenatori, che lo volle sulla panchina dei colchoneros per altre due stagioni. Tuttavia le stagioni seguenti non furono così rosee dopo molti investimenti ma nessun successo, e il 1 giugno 1998 condusse il suo ultimo allenamento, venendo rimpiazzato nei giorni successivi da Arrigo Sacchi. Il 24 marzo 1999 a metà della stagione 1998/1999 venne richiamato da Gil. Riuscì a condurre la squadra alla finale di Coppa del Re, persa però con il Valencia. Non fu quindi confermato alla guida dell'Atlético e l'8 luglio trovò la risoluzione del contratto, venendo sostituito ancora da un altro italiano: Claudio Ranieri. Il 4 marzo 2000, però, Ranieri si dimise e per la terza volta la panchina dei colchoneros fu affidata ad Antić. Il serbo condusse la squadra alla seconda finale di Coppa del Re consecutiva, ancora persa (stavolta contro l'Espanyol), ma non riuscì ad evitare al club la retrocessione a fine stagione.
Il 1º giugno 2000 tornò al Real Oviedo, ma, diversamente dalla prima positiva esperienza, stavolta il club retrocedette in Segunda Division. Il 6 luglio 2001 il club e l'allenatore si accordono per la rescissione del contratto.
Il 31 gennaio 2003 Antić fu scelto dal Barcellona per sostituire il Louis van Gaal, appena licenziato. Antić trovò una squadra ben posizionata in Champions League ma 15ª nella Liga. Antić riuscì a portare il Barça verso il sesto posto assicurando la qualificazione alla Coppa UEFA. In Champions League, invece, il Barcellona dominò la seconda fase a gironi ma fu eliminato ai quarti dalla Juventus. Il 24 giugno nonostante i risultati ottenuti, fu sostituito da Frank Rijkaard. Il cambio rientrava nella "ristrutturazione" voluta dal nuovo presidente Joan Laporta.
I risultati ottenuti con il Barcellona spinsero il Celta Vigo a chiamarlo il 29 gennaio 2004 quando la squadra era in una situazione simile a quella dei catalani l'anno precedente: Il Celta era agli ottavi di finale di Champions League contro l'Arsenal ma ad un punto dalla zona retrocessione quando Miguel Ángel Lotina si dimise. Il 29 marzo si dimise a sua volta, con il Celta, che poi sarebbe retrocesso, fuori dalla Champions e al penultimo posto della Liga.
Il 20 agosto 2008 viene assunto come CT della Serbia, ottenendo la qualificazione a Sudafrica 2010. Il 15 settembre 2010 viene esonerato dalla Federazione serba e sostituito con Vladimir Petrović.
Il 25 dicembre 2012 firma con i cinesi dello Shandong Luneng, arrivando al secondo posto nella Chinese Super League. Il 21 dicembre 2013 lascia il club.
Il 27 gennaio 2015 firma con un'altra squadra cinese l'Hebei China Fortune.

## Statistiche

### Cronologia presenze e reti in nazionale
| Cronologia completa delle presenze e delle reti in nazionale ― Jugoslavia | Cronologia completa delle presenze e delle reti in nazionale ― Jugoslavia | Cronologia completa delle presenze e delle reti in nazionale ― Jugoslavia | Cronologia completa delle presenze e delle reti in nazionale ― Jugoslavia | Cronologia completa delle presenze e delle reti in nazionale ― Jugoslavia | Cronologia completa delle presenze e delle reti in nazionale ― Jugoslavia | Cronologia completa delle presenze e delle reti in nazionale ― Jugoslavia | Cronologia completa delle presenze e delle reti in nazionale ― Jugoslavia |
| Data                                                                      | Città                                                                     | In casa                                                                   | Risultato                                                                 | Ospiti                                                                    | Competizione                                                              | Reti                                                                      | Note                                                                      |
| ------------------------------------------------------------------------- | ------------------------------------------------------------------------- | ------------------------------------------------------------------------- | ------------------------------------------------------------------------- | ------------------------------------------------------------------------- | ------------------------------------------------------------------------- | ------------------------------------------------------------------------- | ------------------------------------------------------------------------- |
| 26-9-1973                                                                 | Belgrado                                                                  | Jugoslavia                                                                | 1 – 1                                                                     | Ungheria                                                                  | Amichevole                                                                | -                                                                         | 82’                                                                       |
| Totale                                                                    |                                                                           | Presenze                                                                  | 1                                                                         |                                                                           | Reti                                                                      | 0                                                                         |                                                                           |

### Statistiche da allenatore
In grassetto le competizioni vinte.
| Stagione               | Squadra                | Campionato             | Campionato | Campionato | Campionato | Campionato | Coppe nazionali | Coppe nazionali | Coppe nazionali | Coppe nazionali | Coppe nazionali | Coppe continentali | Coppe continentali | Coppe continentali | Coppe continentali | Coppe continentali | Altre coppe | Altre coppe | Altre coppe | Altre coppe | Altre coppe | Totale | Totale | Totale | Totale | % Vittorie | Piazzamento |
| Stagione               | Squadra                | Comp                   | G          | V          | N          | P          | Comp            | G               | V               | N               | P               | Comp               | G                  | V                  | N                  | P                  | Comp        | G           | V           | N           | P           | G      | V      | N      | P      | %          | Piazzamento |
| ---------------------- | ---------------------- | ---------------------- | ---------- | ---------- | ---------- | ---------- | --------------- | --------------- | --------------- | --------------- | --------------- | ------------------ | ------------------ | ------------------ | ------------------ | ------------------ | ----------- | ----------- | ----------- | ----------- | ----------- | ------ | ------ | ------ | ------ | ---------- | ----------- |
| 1988-1989              | Real Saragozza         | PD                     | 38         | 15         | 13         | 10         | CR              | 2               | 0               | 1               | 1               | -                  | -                  | -                  | -                  | -                  | -           | -           | -           | -           | -           | 40     | 15     | 14     | 11     | 37,50      | 5°          |
| 1989-1990              | Real Saragozza         | PD                     | 38         | 16         | 8          | 14         | CR              | 4               | 2               | 1               | 1               | CU                 | 4                  | 2                  | 1                  | 1                  | -           | -           | -           | -           | -           | 46     | 20     | 10     | 16     | 43,48      | 9°          |
| Totale carriera        | Totale carriera        | Totale carriera        | 76         | 31         | 21         | 24         |                 | 6               | 2               | 2               | 2               |                    | 4                  | 2                  | 1                  | 1                  |             | -           | -           | -           | -           | 86     | 35     | 24     | 27     | 40,70      |             |
| mar.-giu. 1991         | Real Madrid            | PD                     | 12         | 8          | 2          | 2          | CR              | -               | -               | -               | -               | CC                 | -                  | -                  | -                  | -                  | SS          | -           | -           | -           | -           | 12     | 8      | 2      | 2      | 66,67      | Sub. 3°     |
| 1991-gen. 1992         | Real Madrid            | PD                     | 19         | 14         | 3          | 2          | CR              | 2               | 1               | 0               | 1               | CU                 | 6                  | 4                  | 1                  | 1                  | -           | -           | -           | -           | -           | 27     | 19     | 4      | 4      | 70,37      | Eson.       |
| Totale Real Madrid     | Totale Real Madrid     | Totale Real Madrid     | 31         | 22         | 5          | 4          |                 | 2               | 1               | 0               | 1               |                    | 6                  | 4                  | 1                  | 1                  |             | -           | -           | -           | -           | 39     | 27     | 6      | 6      | 69,23      |             |
| feb.-giu. 1993         | Real Oviedo            | PD                     | 19         | 7          | 3          | 9          | CR              | 3               | 1               | 1               | 1               | -                  | -                  | -                  | -                  | -                  | -           | -           | -           | -           | -           | 22     | 8      | 4      | 10     | 36,36      | Sub. 16°    |
| 1993-1994              | Real Oviedo            | PD                     | 38         | 12         | 13         | 13         | CR              | 10              | 7               | 1               | 2               | -                  | -                  | -                  | -                  | -                  | -           | -           | -           | -           | -           | 48     | 19     | 14     | 15     | 39,58      | 9°          |
| 1994-1995              | Real Oviedo            | PD                     | 38         | 13         | 13         | 12         | CR              | 2               | 0               | 0               | 2               | -                  | -                  | -                  | -                  | -                  | -           | -           | -           | -           | -           | 40     | 13     | 13     | 14     | 32,50      | 9°          |
| 1995-1996              | Atlético Madrid        | PD                     | 42         | 26         | 9          | 7          | CR              | 11              | 7               | 3               | 1               | -                  | -                  | -                  | -                  | -                  | -           | -           | -           | -           | -           | 53     | 33     | 12     | 8      | 62,26      | 1°          |
| 1996-1997              | Atlético Madrid        | PD                     | 42         | 20         | 11         | 11         | CR              | 4               | 2               | 1               | 1               | UCL                | 8                  | 4                  | 2                  | 2                  | SS          | 2           | 1           | 0           | 1           | 56     | 27     | 14     | 15     | 48,21      | 5°          |
| 1997-1998              | Atlético Madrid        | PD                     | 38         | 16         | 12         | 10         | CR              | 2               | 1               | 0               | 1               | CU                 | 10                 | 5                  | 3                  | 2                  | -           | -           | -           | -           | -           | 50     | 22     | 15     | 13     | 44,00      | 7°          |
| mar.-giu. 1999         | Atlético Madrid        | PD                     | 11         | 3          | 4          | 4          | CR              | 3               | 1               | 1               | 1               | CU                 | 2                  | 0                  | 0                  | 2                  | -           | -           | -           | -           | -           | 16     | 4      | 5      | 7      | 25,00      | Sub. 13°    |
| mar.-mag. 2000         | Atlético Madrid        | PD                     | 11         | 0          | 5          | 6          | CR              | 2               | 2               | 0               | 0               | CU                 | 1                  | 0                  | 0                  | 1                  | -           | -           | -           | -           | -           | 14     | 2      | 5      | 7      | 14,29      | Sub.; Eson. |
| Totale Atlético Madrid | Totale Atlético Madrid | Totale Atlético Madrid | 144        | 65         | 41         | 38         |                 | 22              | 13              | 5               | 4               |                    | 21                 | 9                  | 5                  | 7                  |             | 2           | 1           | 0           | 1           | 189    | 88     | 51     | 50     | 46,56      |             |
| 2000-2001              | Real Oviedo            | PD                     | 38         | 11         | 8          | 19         | CR              | 1               | 0               | 0               | 1               | -                  | -                  | -                  | -                  | -                  | -           | -           | -           | -           | -           | 39     | 11     | 8      | 20     | 28,21      | 18° (retr.) |
| Totale Real Oviedo     | Totale Real Oviedo     | Totale Real Oviedo     | 133        | 43         | 37         | 53         |                 | 16              | 8               | 2               | 6               |                    | -                  | -                  | -                  | -                  |             | -           | -           | -           | -           | 149    | 51     | 39     | 59     | 34,23      |             |
| feb.-gen. 2003         | Barcellona             | PD                     | 18         | 9          | 6          | 3          | CR              | -               | -               | -               | -               | UCL                | 6                  | 3                  | 2                  | 1                  | -           | -           | -           | -           | -           | 24     | 12     | 8      | 4      | 50,00      | Sub. 6°     |
| gen.-mar. 2004         | Celta Vigo             | PD                     | 9          | 2          | 1          | 6          | CR              | -               | -               | -               | -               | UCL                | 2                  | 0                  | 0                  | 2                  | -           | -           | -           | -           | -           | 11     | 2      | 1      | 8      | 18,18      | Sub.; Eson  |
| 2013                   | Shandong Taishan       | CSL                    | 30         | 18         | 5          | 7          | CdC             | 2               | 1               | 0               | 1               | -                  | -                  | -                  | -                  | -                  | -           | -           | -           | -           | -           | 32     | 19     | 5      | 8      | 59,38      | 2º          |
| gen.-ago. 2015         | Hebei FC               | CSL                    | ?          | ?          | ?          | ?          | CdC             | ?               | ?               | ?               | ?               | -                  | -                  | -                  | -                  | -                  | -           | -           | -           | -           | -           | 0      | 0      | 0      | 0      | —          | Eson.       |
| Totale carriera        | Totale carriera        | Totale carriera        | 441+       | 190+       | 116+       | 135+       |                 | 48+             | 25+             | 9+              | 14+             |                    | 39                 | 18                 | 9                  | 12                 |             | 2           | 1           | 0           | 1           | 530    | 234    | 134    | 162    | 44,15      |             |

## Palmarès

### Giocatore
- Campionato jugoslavo: 1

Partizan: 1975-1976
- Campionato turco: 1

Fenerbahçe: 1977-1978

### Allenatore

#### Club
- Campionato jugoslavo: 2

Partizan: 1985-1986, 1986-1987
- Campionato spagnolo: 1

Atlético Madrid: 1995-1996
- Coppa di Spagna: 1

Atlético Madrid: 1995-1996

#### Individuale
- Allenatore serbo dell'anno: 1

2009